# A$AP & Rihanna
A$AP & Rihanna ist ein Lied der deutschen Popsängerin und Rapperin Céline.

## Entstehung und Artwork
Geschrieben wurde A$AP & Rihanna von der Interpretin selbst, unter ihrem bürgerlichen Namen Céline Dorka sowie den Koautoren Lennard Oestmann (Jumpa), Jan Platt (Lazlo), Smajl Shaqiri, Alexander Wagner (SaruBeatz) und dem Produzententeam Beatgees (bestehend aus Philip Böllhoff, Hannes Büscher, Sipho Sililo und David Vogt). Das Berliner Produzententeam Beatgees zeichnete darüber hinaus für die Produktion zuständig.
Auf dem Frontcover der Single ist Céline auf einem Motorroller zu sehen, daneben steht ein junger Mann. Im Vordergrund befindet sich scharf Célines Logo, der Rest ist unscharf dargestellt.

## Veröffentlichung und Promotion
Die Erstveröffentlichung von A$AP & Rihanna erfolgte als digitale Single zum Download und Streaming am 29. Juli 2022. Sie erschien als Einzeltrack unter den Musiklabels die Musiklabels A Million, BTGS und Groove Attack.
Einen ersten Hinweis zur Veröffentlichung gab Céline selbst über Instagram, als sie ein Bild von sich vom Musikvideodreh, bei dem sie eine Digitalkamera in der Hand hält und dem Kommentar „104“ am 22. Juli 2022 hochlud. Drei Tage später präsentierte sie erstmals das Coverbild mit dem dazugehörigen Kommentar: „A$AP & Rihanna 29.07“. Am 27. Juli 2022 bewarb Spotify auf seinem deutschsprachigen Profil die Singleveröffentlichung.

## Inhalt
| „Wir sind gemacht füreinander. Wie A$AP und Rihanna. Lieb’ es, wie du mich anlachst. Hätte nie gedacht, dass es so gut zusamm’n passt, doch. Wir sind gemacht füreinander. Wie A$AP und Rihanna. Lieb’ es, wie du mich anlachst. Hätte nie gedacht, dass es so gut zusamm’n passt, doch.“ – Refrain, Originalauszug | Der Liedtext zu A$AP & Rihanna ist überwiegend in deutscher Sprache verfasst. Am Ende des Liedes findet sich eine englischsprachige Zeile wieder. Die Musik und der Text wurden gemeinsam von den Beatgees, Céline, Jumpa, Laszlo, SaruBeatz und Smajl Shaqiri geschrieben beziehungsweise komponiert. Musikalisch bewegt sich das Lied im Bereich des Raps, stilistisch im Bereich des deutschen Hip-Hops. Inhaltlich beschreibt Céline in dem Lied ihre aktuelle Liebesbeziehung, die sie mit der Beziehung des US-amerikanischen Rappers ASAP Rocky und der barbadischen Sängerin Rihanna vergleicht. Sie erzählt unter anderem darüber, dass sie lange allein und für Liebe nicht bereit gewesen sei und dieser eine ihr gezeigt habe, dass sie füreinander gemacht seien. Aufgebaut ist das Lied aus einem Intro, zwei Strophen, einem Refrain und einem Outro. Es beginnt zunächst mit dem Intro, das lediglich aus dem Ausruf „Ey, Cécé“, dem Spitznamen von Céline, besteht. Auf das Intro folgt die erste Strophe, die sich aus acht Zeilen zusammensetzt und in der sie von Vertrauen und durchgemachten Nächten erzählt. An die erste Strophe schließt sich zunächst der sogenannte „Pre-Chorus“ an, ehe der eigentliche Hauptteil einsetzt. Der gleiche Vorgang wiederholt sich mit der zweiten Strophe. In der zweiten Strophe spricht sie unter anderem davon, wie sehr er sie anmache, und vom gemeinsamen Chillen im Park. Darüber hinaus hoffe sie, dass die Liebe nicht „fake“ sei. Nach dem zweiten Refrain endet das Lied mit dem Outro, das aus der sich wiederholenden englischsprachigen Zeile „Ay, A-S-A-P. Ain’t no motherfucker fresh, fresh like we.“ (englisch für „Ay, A-S-A-P. Keiner ist so verdammt großartig, großartig wie wir“) besteht. |

## Musikvideo
Das Musikvideo zu A$AP & Rihanna wurde auf dem Campingplatz Waldsee in Paderborn gedreht und feierte seine Premiere auf YouTube am 29. Juli 2022. Es zeigt Szenen von Céline und ihren Freunden an verschiedenen Plätzen auf dem Campingplatz. Das Artwork ist dabei im Stile eines Homevideos gehalten. Die Gesamtlänge des Videos beträgt 2:37 Minuten. Regie führten wie schon bei Blue Jeans und Zu Besuch Hely Doan und Traviez the Director.

## Mitwirkende
| Liedproduktion - Beatgees: Komponist, Liedtexter, Musikproduzent - Céline Dorka: Komponist, Liedtexter - Lennard Oestmann (Jumpa): Komponist, Liedtexter - Jan Platt (Lazlo): Komponist, Liedtexter - Smajl Shaqiri: Komponist, Liedtexter - Alexander Wagner (SaruBeatz): Komponist, Liedtexter Unternehmen - A Million: Musiklabel - BTGS: Musiklabel - Cloud95: Filmproduzent (Musikvideo) - Groove Attack: Musiklabel | Musikvideo - Hely Doan: Friseur, Kreativdirektor, Regisseur, Visagist - Dania Douwa: Stylist - Human Hamsayegan: Filmproduzent - LF: Colorist - Traviez the Director: Kameramann, Postproduktion, Regisseur |

## Rezeption

### Rezensionen
Helena Stössel vom Online-Magazin Diffus verglich A$AP & Rihanna mit Rihannas California King Bed, allerdings mit langsameren „Reggaeton-Vibes“. Wem auch immer Céline ihre neue Nummer gewidmet habe, es sei eine „eindeutige“ Liebeserklärung à la „A$AP & Rihanna“.

### Charts und Chartplatzierungen
A$AP & Rihanna stieg am 5. August 2022 auf Rang 57 in die deutschen Singlecharts ein. In der Folgewoche belegte das Lied noch Rang 100, ehe es die Charts verließ. In den Midweekcharts der ersten Verkaufswoche erreichte das Lied noch Rang 55. Für Céline ist es als Autorin und Interpretin der zehnte Charthit in Deutschland.